# Econosto
Econosto was de handels- en lange tijd ook bedrijfsnaam van een oorspronkelijk (stoom)technisch Nederlands adviesbureau dat zich ontwikkelde tot een internationale groep groothandelsbedrijven met vestigingen in Europa, het Midden-Oosten en Verre Oosten. Het bedrijf was gespecialiseerd in stromingstechniek. De activiteiten bestonden uit de ontwikkeling, inkoop, verkoop en distributie van industriële afsluiters, instrumentatie en flowgerelateerde systemen voor de kernmarkten maritiem, (petro)chemie, olie en gas, utiliteit en water en algemene industrie. Daarnaast bezat Econosto tussen circa 1987 en 2002 een aantal gerelateerde Nederlandse productiebedrijven.
In 2008 werd het bedrijf overgenomen door Eriks en aanvankelijk voortgezet als een groepsmaatschappij van ERIKS.  Vanaf december 2018 heeft Econosto haar naam gewijzigd in ERIKS.

## Oorsprong

Econ handelsmerk 1925

Het bedrijf is in 1892 opgericht door  J.C. van Marken, directeur-oprichter van de Koninklijke Nederlandsche Gist- en Spiritusfabriek en zijn mededirecteuren F.G. Waller en H. Tutein Nolthenius. De onderneming in Delft kreeg als naam Bureau voor Economische Stoomproductie. De eerste brochure omschreef de doelstelling van het adviesbureau als volgt: 
Ten eerste ene controle van het stookbedrijf volgens de methode F.G. Waller, door middel van rookgasverzamelaars; ten tweede: het geven van adviezen omtrent de ketelinstallaties en zo nodig het onderrichten van de stokers
Het bureau was mede opgezet om een door een van de oprichters zelf uitgevonden installatie op de markt te brengen, de door F.G. Waller ontwikkelde rookgasverzamelaar om het verbrandingsproces onder controle te houden. Deze rookgasverzamelaar – bekend geworden als Wallerapparaat – is tot 1940 toegepast. 
De werkzaamheden van het adviesbureau namen zo in omvang toe dat Waller deze moeilijk kon combineren met zijn topfunctie bij de Gist- en Spiritusfabriek en hij uittrad. Zijn opvolger Huibert Doyer was een autoriteit in de al evenzeer in opkomst zijnde elektrotechniek. Ir. Huibert Dooyer was in 1888 de eerste assistent van de natuurkundige, prof. Snijders aan de Polytechnische School te Delft. Na zijn studie aan het Faraday House in Londen richtte hij, toevalligerwijs óók in 1892, het Ingenieursbureau H. Doyer op. Het legde zich toe op het aanleggen van complete installaties voor elektrische verlichting en krachtstroom. In het jaar 1903 gingen het Ingenieursbureau H. Doyer en het Bureau voor Economische Stoomproductie samen en verhuisde het bedrijf van Delft naar Rotterdam, aan het Nieuwland, vlak bij de Zalmhaven onder de nieuwe naam Bureau voor Elektrische Installaties en Economische Stoomproductie. De nadruk kwam meer te liggen op elektrotechniek.
In 1906 kreeg de stoomafdeling weer een zwaarder accent door de aanstelling van G.W. Roeters van Lennep die in de sporen trad van Waller en zich ging toeleggen op het advieswerk voor economische stoomproductie. De werkzaamheden van het Bureau waren zo veelomvattend geworden en Doyer moest zoveel tijd steken in commerciële activiteiten, dat hij aan zijn studie en advies nauwelijks meer toe kwam. In 1910 trad hij uit, Brown Boveri nam het elektrotechnische gedeelte over en zette het verder onder de naam Electrostoom. Het bedrijf ging weer verder onder de naam Bureau voor Economische Stoomproductie. Om de naamsbekendheid te vergroten werd eind jaren twintig de naam Bureau voor Economische Stoomproductie ingekort tot Econosto, een naam die al enige bekendheid had als telegramadres van het bedrijf. In 1925 werd het handelsmerk Econ in gebruik genomen.

## Verdere geschiedenis
In 1970 besloot het Amerikaanse bedrijf Foxboro waarvan Econosto sinds 1925 de Nederlandse vertegenwoordiging had een eigen verkoopkantoor te Schiedam op te richten, waarbij de betreffende afdeling (50 van de 360 personeelsleden) meeging. In de jaren tachtig startte de diversificatie die niet altijd gunstig uitpakte. Zo werd in 1986 dochter Acoustair (gespecialiseerd in lawaaibestrijding) te Zoetermeer verkocht aan apparatenfabriek Interko. In 1990 volgde de verhuizing van het 310 medewerkers tellende hoofdbedrijf naar Capelle aan den IJssel. Bij het eeuwfeest in 1992 ontving het bedrijf het predicaat koninklijk. In 1994 nam Helpman Holding het ingenieursbureau Petrogas Gas Systems te Gouda over. Het totale personeelsbestand fluctueerde in deze periode dan ook qua omvang, van bijvoorbeeld 866 in 1990 tot 668 in 1994. In 2006 ontving Econosto de grootste opdracht in zijn geschiedenis. Uit Rusland ontving het een order voor de levering van een complete range afsluiters voor een nieuw petrochemisch complex nabij Sint-Petersburg, het Kirishi-project. De order had een totale omzetwaarde van ruim € 42 miljoen. De afsluiters werden in 2007 en 2008 geleverd.

## Overnamestrijd
In 2008 werd Econosto overgenomen door Eriks, een grotere partij actief in hetzelfde marktsegment. Industriële groothandel Eriks troefde investeerder Gilde af. Eriks realiseerde in 2007 een winst van € 44 miljoen op een omzet van € 949 miljoen en voor Econosto waren de vergelijkbare cijfers € 18 miljoen winst op een omzet van € 260 miljoen. De winst van Econosto was geflatteerd door een eenmalige belastingbate en een winst op het Kirishi-project, exclusief deze twee bijzondere posten bedroeg de nettowinst € 9,4 miljoen. Op 26 mei meldde Eriks dat het 94,8% van de aandelen Econosto in handen had. Korte tijd later is de beursnotering van Econosto beëindigd; het bedrijf was circa 40 jaar genoteerd aan de Amsterdamse effectenbeurs.

## Resultaten
In de onderstaande figuur een overzicht van de resultaten van Econosto in de laatste vijf jaren voor de overname door Eriks. De scherpe daling van de omzet sinds 2002 was het gevolg van het besluit van het bestuur om de productieondernemingen te verkopen en zich te concentreren op de handelsactiviteiten. In 2001 bedroeg de omzet nog € 380 miljoen. De verkoop van de productieactiviteiten ging gepaard met hoge kosten hetgeen het grote verlies in 2002 verklaard.
| Jaar | Omzet           | Nettowinst       | Beurswaarde    | Aantal werknemers in fte |
| ---- | --------------- | ---------------- | -------------- | ------------------------ |
| 2002 | € 275,3 miljoen | - € 30,5 miljoen | € 16,4 miljoen | 1.936                    |
| 2003 | € 196,9 miljoen | - € 2,1 miljoen  | € 16,0 miljoen | 1.339                    |
| 2004 | € 159,0 miljoen | - € 0,0 miljoen  | € 21,0 miljoen | 643                      |
| 2005 | € 162,6 miljoen | € 2,7 miljoen    | € 46,7 miljoen | 632                      |
| 2006 | € 191,4 miljoen | € 3,9 miljoen    | € 66,2 miljoen | 659                      |